# Col d'Organbidexka
Le col d'Organbidexka est un col des Pyrénées, situé sur la commune de Larrau dans le département des Pyrénées-Atlantiques à proximité des Chalets d'Iraty. Son altitude est de 1 283 m.
C'est un lieu de passage de la migration des oiseaux sur la voie transpyrénéenne.
Le suivi scientifique  est réalisé chaque année de mi-juillet à fin novembre par les ornithologues de la Ligue pour la protection des oiseaux. Depuis 1979, le col d'Organbidexka est le site historique de suivi de la migration dans une démarche de sciences citoyennes qui, depuis, a été étendue à d'autres sites en France.

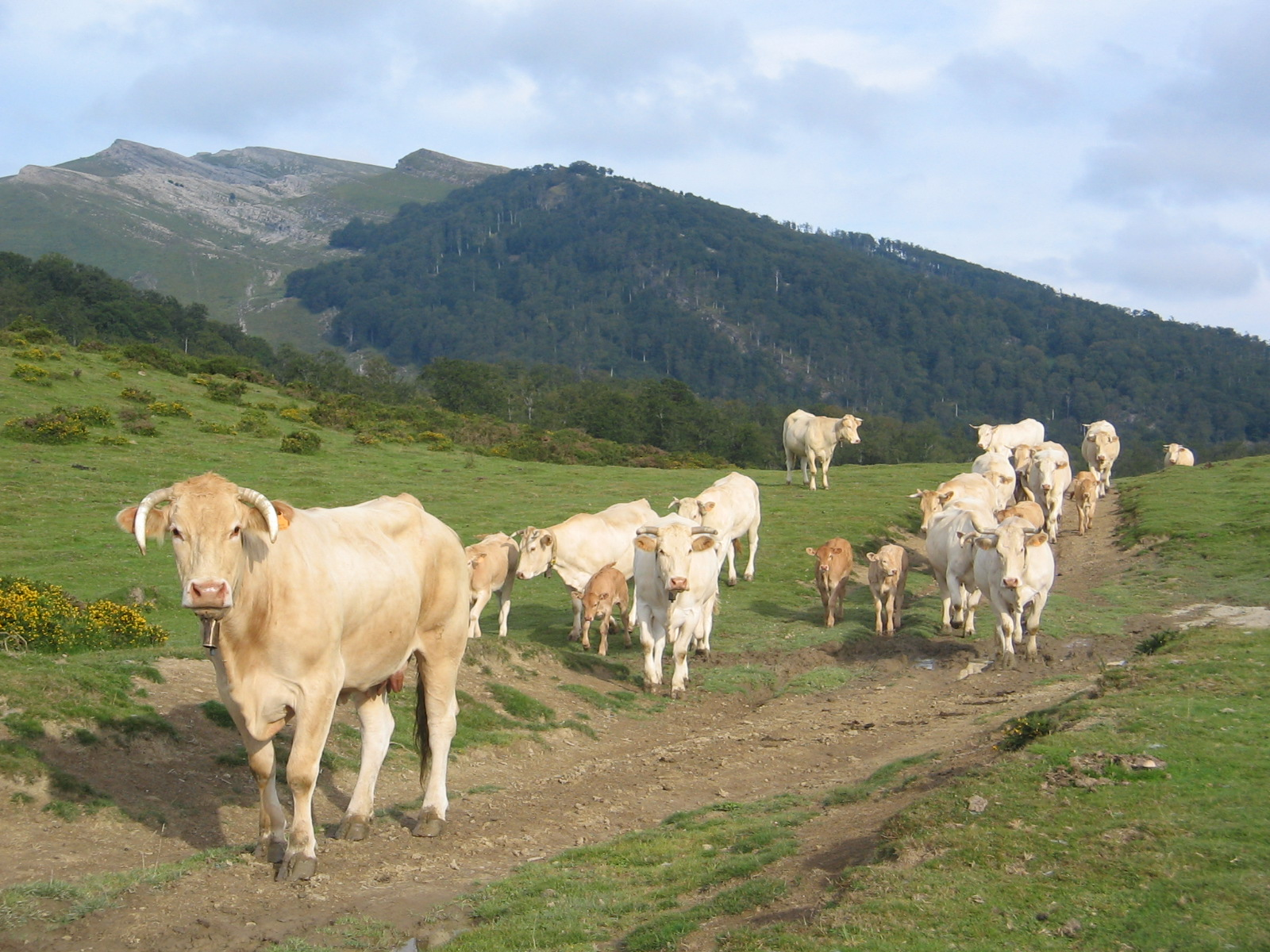
Un troupeau de bovins au col d'Organbidexka.